# انجمن صابئین مندایی

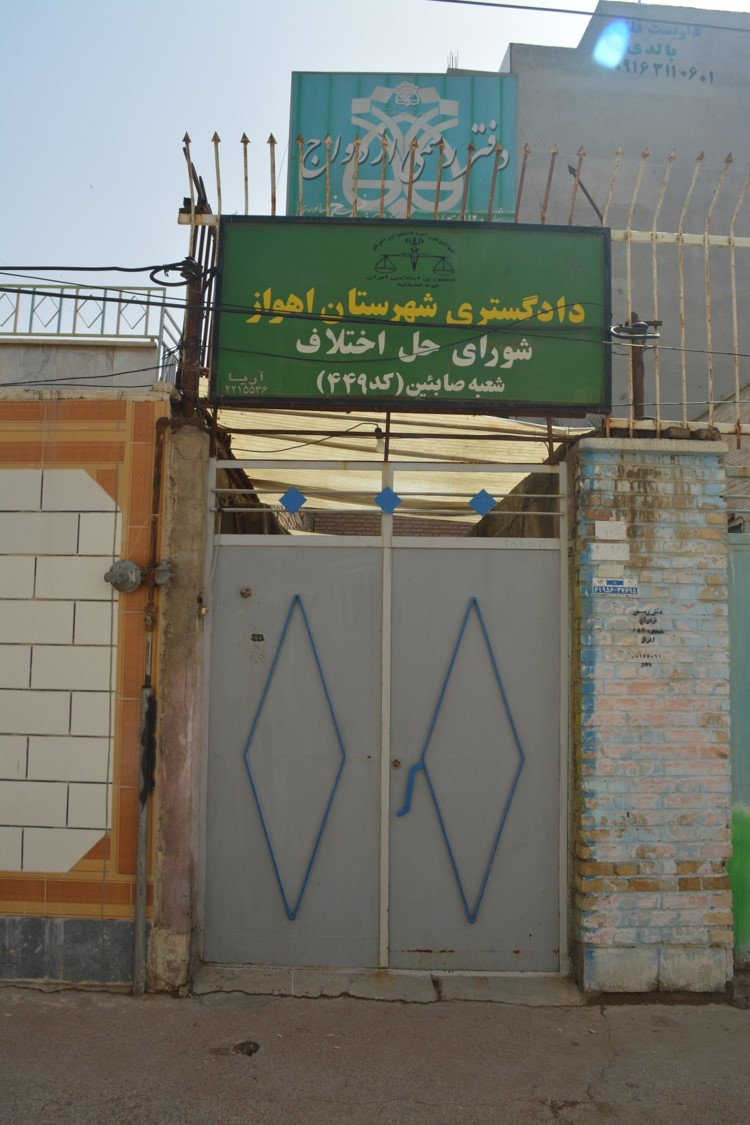
دادگستری شهرستان اهواز
شورای حل اختلاف
شعبه صابئین (کد ۴۴۹)

انجمن صابئین مَندایی یک انجمن قومی دینی است که در سال ۱۳۴۹ هجری شمسی به وسیلهٔ  سالم صابوری که رهبر دینی صابئین در آن زمان بود بنیان‌گذاری شد.
این انجمن دارای یک اساسنامه با چهار فصل و ۲۴ ماده در سال ۱۳۴۹ مجوز تأسیس گرفت؛ و مرکز آن در اهواز است که به مسائل داخلی و مشکلات اجتماعی منداییان ایران رسیدگی می‌کند. آخرین رئیس هیئت مدیره انجمن صابئین مندایی روحانی جبار چحیلی که دارای درجه گنزابرا که بالاترین مرتبه دینی روحانیت جامعه صابئین مندایی است بود که در بامداد روز یکشنبه هفتم دی ماه ۱۳۹۳ درگذشت.
انجمن صابئین مندایی در زمینه‌های آموزش زبان،فرهنگ و دین مندایی دارای زیرمجموعه‌هایی است که در این زمینه‌ها فعالیت می‌کنند. هیئت مدیره ۱۳ نفره این انجمن به وسیلهٔ انتخابات و انجام رای گیری در اهواز و حومه آن رسمیت می‌یابد. منداییان شهرهای دیگر نیز با رای گیری یک نفر را به عنوان نماینده برای ارتباط با انجمن مرکزی معرفی می‌کنند.
کتاب انیانی یا کتاب نماز با برگردان  سالم چحیلی و مقدمه مسعود فروزنده در ایران به چاپ رسید.